# Béatrice Delvaux
Béatrice Delvaux (Namen, 30 september 1960) is een Belgisch journaliste. 

## Loopbaan
Delvaux studeerde sociale en economische wetenschappen aan de Facultés Universitaires Notre-Dame de la Paix te Namen. Sinds 1984 is zij werkzaam bij de Franstalige Belgische krant Le Soir waar zij sinds 1990 hoofd van de economieredactie was. Van 2001 tot 2011 was ze hoofdredactrice van voornoemde krant.
Op 9 juni 2011 raakte bekend dat Delvaux hoofdeditorialiste wordt van voornoemde krant en alzo de politieke lijn van de krant mee blijft bepalen. Men gaf nog mee dat zij niet zal tussenkomen in de operationele leiding of in het personeelsbeleid van de redactie.
In 1999 verscheen het boek "Zes huwelijken en een begrafenis. Grote en kleine geheimen van de Belgische haute finance" waar ze coauteur van is.